# Caecidotea mitchelli
Caecidotea mitchelli är en kräftdjursart som beskrevs av Roberto Argano 1977. Caecidotea mitchelli ingår i släktet Caecidotea och familjen sötvattensgråsuggor. Inga underarter finns listade i Catalogue of Life.